# United States Customs Service
Le United States Customs Service était un service fédéral américain dépendant du département du Trésor. Fondé en 1789, il est fusionné avec le United States Border Patrol en 2003 pour donner le Service des douanes et de la protection des frontières qui est alors rattachée depuis au département de la Sécurité intérieure des États-Unis.

## Histoire
L'United States Customs Service est créé en 1789. En 2003, les effectifs de l'USCS fusionnent avec ceux de la Border Patrol pour donner naissance à l'actuel Service des douanes et de la protection des frontières. Parallèlement ses enquêteurs en civil rejoignent leurs homologues de l'INS pour créer l'ICE.

## Missions
Comparable aux douanes, cette agence fédérale assure d'autres missions, notamment économiques, de protection et sécurité (lutte anti-stupéfiants, contrôle des marchandises à risques) et de participer au respect de l'embargo contre Cuba.

## Liste descommissionersayant dirigé leUnited States Customs Servicede 1927 à 2003
Durant cette période une quinzaine d'hommes dirigèrent l'USCS.
Son dernier commissionner fut le 1er du Service des douanes et de la protection des frontières.
| Commissioner           | Term              | Administration    |
| ---------------------- | ----------------- | ----------------- |
| Ernest W. Camp         | 1927–1929         | Coolidge          |
| Francis Xavier A. Eble | 1929–1933         | Hoover            |
| James Henry Moyle      | 1933–1939         | Roosevelt         |
| Basil Harris           | 1939-1940         | Roosevelt         |
| William Roy Johnson    | 1940-1947         | Roosevelt, Truman |
| Frank Dow              | Acting, 1947-1949 | Truman            |
| Frank Dow              | 1949-1953         | Truman            |
| Ralph Kelly            | 1954-1961         | Eisenhower        |
| Philip Nichols, Jr.    | 1961-1964         | Kennedy, Johnson  |
| Lester D. Johnson      | 1965-1969         | Johnson           |
| Myles Joseph Ambrose   | 1969-1972         | Nixon             |
| Vernon Darrell Acree   | 1972-1977         | Nixon, Ford       |
| Robert E. Chasen       | 1977-1980         | Carter            |
| William Von Raab       | 1981-1989         | Reagan            |
| Carol B. Hallett       | 1989-1993         | G.H.W.Bush        |
| George J. Weise        | 1993-1997         | Clinton           |
| Raymond W. Kelly       | 1998-2001         | Clinton           |
| Robert C. Bonner (en)  | 2001-2003         | G.W Bush          |

## Dans la culture
- Infiltrator